# IGR J17091-3624
Координати:  17г 09м 07.92с, −36° 24′ 25.20″

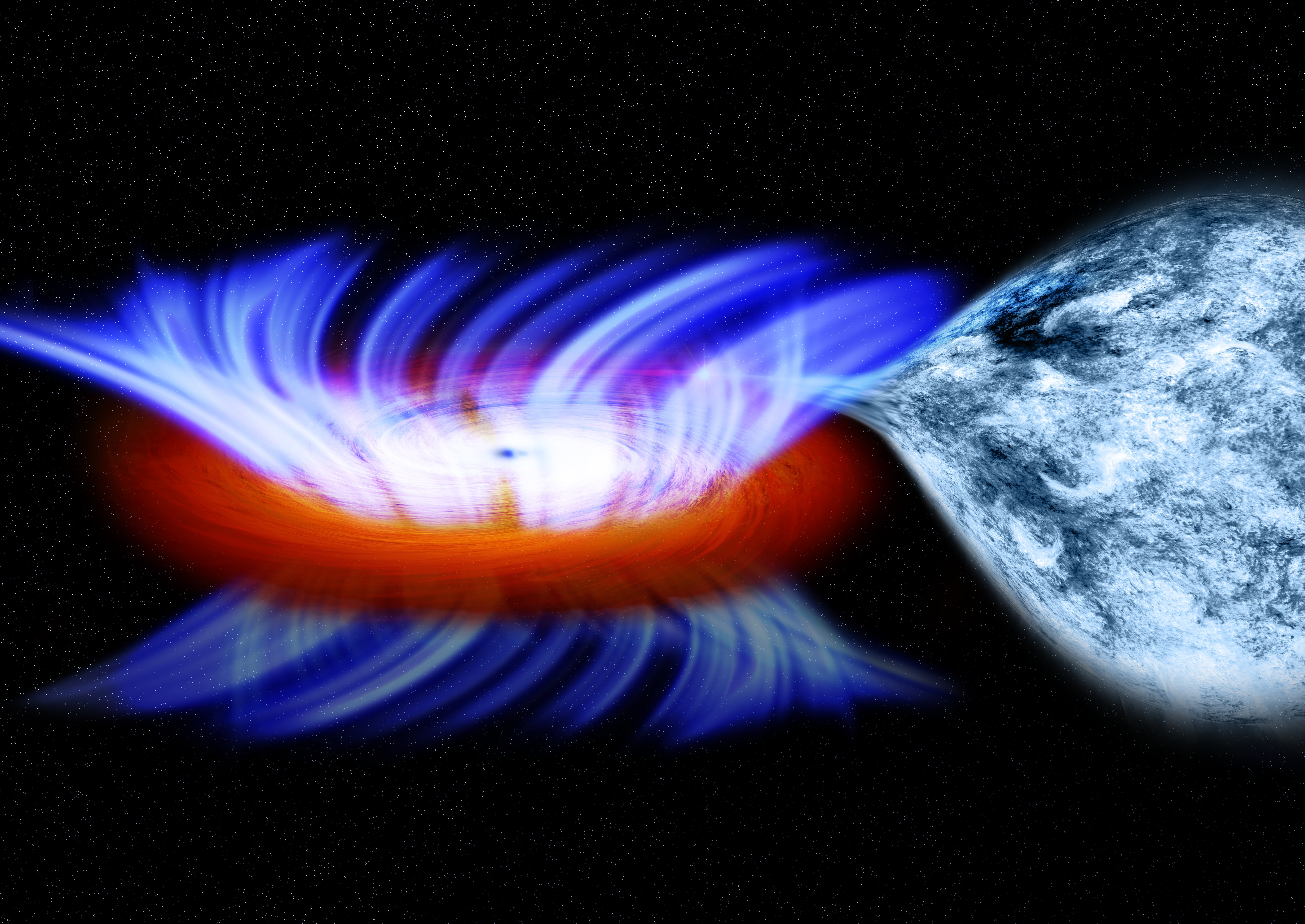
Враження художника про подвійну систему IGR J17091-3624

IGR J17091-3624 (також IGR J17091) є подвійною зоряною системою з чорною дірою зоряної маси у 28000 світлових роках від Землі в напрямку сузір'я Скорпіона в Чумацькому Шляху.

## Відкриття
IGR J17091 буда виявлена супутником Європейського космічного агентства INTEGRAL в квітні 2003 року.

## Опис
IGR J17091 є подвійною системою, в якій зоря обертається навколо чорної діри зоряної маси (оцінюється у 3-10 мас Сонця.). Малий розмір чорної діри робить її кандидатом на найменшу відому чорну діру та є на межі мінімального розміру чорної діри зоряних мас для поточного віку Всесвіту.
Спостереження за допомогою рентгенівської обсерваторії «Чандра» в 2011 році виявили, що чорна діра утворює найшвидший з відомих зоряний вітер з акреційного диска (32,2 млн км на годину або 3 % від швидкості світла). Це в 10 разів швидше, ніж наступна виміряна швидкість зоряного вітру. За словами Ешлі Кінг з Університету штату Мічиган: «всупереч поширеній думці, що чорні діри затягують весь матеріал, який наближається до них, за нашими оцінками, до 95 % речовини акреційного диску навколо чорної діри IGR J17091 викидається вітром назовні».
IGR J17091 також виявляє особливі патерни рентгенівської змінності або «серцебиття» — маленькі, квазі-періодичні сплески, які повторюються на періодах від 5 до 70 секунд. Аналогічна змінність спостерігалася ще тільки в чорній дірі, GRS 1915+105, однак сплески IGR J17091 у 20 разів слабші.